# Semenovilia
Semenovilia is een geslacht van kevers uit de familie oliekevers (Meloidae).
Het geslacht is voor het eerst wetenschappelijk beschreven in 1954 door Kuzin.

## Soorten
Het geslacht omvat de volgende soorten:
- Semenovilia fischeri (Gebler, 1847)
- Semenovilia komarowi (Reitter, 1889)